# Banakhu Chor
Banakhu Chor (nep. बनखु चोर) – gaun wikas samiti w środkowej części Nepalu w strefie Bagmati w dystrykcie Kavrepalanchok. Według nepalskiego spisu powszechnego z 2001 roku liczył on 644 gospodarstw domowych i 4522 mieszkańców (2205 kobiet i 2317 mężczyzn).